# سیارک ۶۱۳۰
سیارک ۶۱۳۰ (به انگلیسی: 6130 Hutton، نامگذاری:1989SL5) شش هزار و صد و سیمین سیارک کشف شده‌است که در ۲۴ سپتامبر ۱۹۸۹ کشف شد.
قدر مطلق سیارک برابر ۷.۴ است.